# Rivetina parva
Rivetina parva är en bönsyrseart som beskrevs av Aare Lindt 1980. Rivetina parva ingår i släktet Rivetina och familjen Mantidae. Inga underarter finns listade i Catalogue of Life.